# 寻找刘三姐 (电影)
《寻找刘三姐》（英語：A Singing Fairy），导演朱枫，主演苏有朋、黄圣依、魏宗万、车永莉、爱新觉罗·启星、钱柳吟。

## 剧情
该片讲述美籍华裔韦文德热爱音乐热爱祖地“广西壮族自治区”，因而来到中华人民共和国寻找“刘三姐”，并且找到心爱的女子“刘甜甜”，两人结为连理。

## 演出
- 苏有朋 出演 韦文德，美籍华裔男子
- 黄圣依 出演 刘甜甜，广西少数民族女子
- 魏宗万 出演 老莫
- 车永莉 出演 阿梅
- 爱新觉罗·启星 出演 阿娟
- 管宗祥 出演 韦文德爷
- 钱柳吟 出演 阿燕
- 郭冰格 出演 阿莉

## 制作
该片在广西壮族自治区桂林市、宜州区、罗城仫佬族自治县等地取景。
苏有朋虽然是歌手，但是并不会民族山歌，为了演好这部电影，他拜师当地民族山歌高手学艺。